# Pinokkió (musical)
Zenés családi roadmovie 10-től 100 éves korig, két részben.

## Dalok:
1. Nyitány
2. Elégedett dal
3. Körtecsutka dal
4. Csetlő-botló
5. Arlekino és Pulcinella duettje
6. Terjed a híre II.
7. Róka-Macska duett
8. Apukám dala
9. Kocsmadal a kacsalábról
10. A Kékhajú dala
11. Az én mesém
12. Halászok hajnali kórusa
13. Itt az idő, hogy életet tanulj!
14. Ha akarnám
15. Ez a nyaralás
16. A világ legjobb mamája
17. Játékország
18. Éljen ő!
19. Az idomítás roppant kényes ügy
20. Én nem emlékszem rád
21. Finálé

## Szereposztás
| Szereplő       | Eredeti szereposztás        | A 2024 / 25-ös évad szereposztása                          |
| -------------- | --------------------------- | ---------------------------------------------------------- |
| Pinokkió       | Dino Benjamin               | Dino Benjamin / Gyöngyösi Zoltán                           |
| Dzsepettó      | Borbiczki Ferenc            | Borbiczki Ferenc / Hegedűs D. Géza                         |
| Tücsök         | Majsai-Nyilas Tünde         | Majsai-Nyilas Tünde / Nagy-Kálózy Eszter                   |
| Páncélszív     | Méhes László                | Méhes László / Hirtling István                             |
| Porondmester   | Méhes László                | Méhes László / Hirtling István                             |
| Róka           | Hegyi Barbara               | Hegyi Barbara / Petrik Andrea                              |
| Macska         | Kern András / Seress Zoltán | Kern András / Seress Zoltán                                |
| Kékhajú        | Waskovics Andrea            | Waskovics Andrea / Radnay Csilla                           |
| Őszhajú tündér | Halász Judit / Igó Éva      | Halász Judit / Igó Éva                                     |
| Kanóc          | Varga-Járó Sára             | Varga-Járó Sára / Márkus Luca                              |
| Ószeres        | Szántó Balázs               | Szántó Balázs / Wunderlich József                          |
| Fogadós        | Szántó Balázs               | Szántó Balázs / Wunderlich József                          |
| Kocsis         | Szántó Balázs               | Szántó Balázs / Wunderlich József                          |
| Fakabát        | Szántó Balázs, Kerek Dávid  | Szántó Balázs, Kerek Dávid, Wunderlich József, Lukács Ádám |
| Jegyárus       | Turi Péter                  | Turi Péter / Molnár András                                 |
| Pulcinella     | Szaplonczay Mária           | Szaplonczay Mária / Rigó Mária                             |
| Arlekino       | Liber Ágoston               | Liber Ágoston / Reider Péter                               |
| Artúrka        | Nemes Tibor                 | Nemes Tibor / Kovács Olivér                                |
| Ködember       | Juhász Bence                | Juhász Bence / Bíró Kristóf                                |

## Alkotók
- Zeneszerző: Presser Gábor
- Dalszöveg: Sztevanovity Dusán, Presser Gábor
- Díszlettervező: Keresztes Tamás, Auer Alexandra
- Jelmeztervező: Giliga Ilka
- Dramaturg: Kovács Krisztina
- Koreográfus: Vati Tamás
- Koreográfus asszisztens: Harangozó Boglárka, Vati Luca
- Videótervező: Sánta Balázs
- Szcenika: Juhász Zoltán
- Bábkészítő: Majoros Gyula, Palya Gábor
- Világítástervező: Friederich Gergely
- Zenei asszisztens: Gellért-Robinik Péter
- vezényel: Kovács Adrián  /  Mester Dávid

## Forrás
https: /  / www.vigszinhaz.hu / program.php?mid=WsOFNla0QlrR8tmmFQLmvc
https: /  / www.youtube.com / watch?v=DQLSNPA4ozo&list=PL7DomjKCkr9dzqgiQaT03KO4DxeAipkut&index=3